# Даглас SBD
Даглас SBD донтлис (енгл. Douglas SBD Dauntless) је био амерички обрушавајући бомбардер за операције са носача авиона из периода Другог свјетског рата. Производила га је фабрика Даглас. Кориштен је углавном на пацифичком ратишту против Јапана. SBD донтлис је био главни морнарички обрушавајући бомбардер у периоду од средине 1940. до краја 1943. године, када је замјењен модернијим авионом Кертис SB2C хелдајвер.

## Развој
Авион SBD је развијен на основи авиона Нортроп , који је ушао у наоружање Морнарице САД 1938. године. Фирма Нортроп је постала дио Дагласа, па је прототип XBT-2 постао SBD. Први лет прототипа је изведен 1939. године, а авион је ушао у серијску производњу 1940. Ед Хајнман је водио тим конструктора који је радио на развоју новог авиона кога је требало да покреће мотор Рајт циклон снаге 1000 КС (746 kW). Показало се да су летне особине биле одличне и морнарица је поручила 57 авиона SBD-1 и 87 SBD-2 (са већим резервоаром горива) 8. априла 1939. Први SBD-1 је достављен маринцима крајем 1940. године, а SBD-2 морнарици почетком 1941. године.
Авион је био нискокрилац потпуно металне конструкције осим контролних површина прекривених платном. Труп је имао низ водонепропусних комора (због остајања на води приликом принудног слијетања), а авион је имао и куку за операције с носача авиона. Два члана посаде су сједила испод непрекинуте кабине са дуплим контролама лета|SBD-3}- и SBD-4 верзије се појављују 1941 и доносе побољшања у оклопу, имају повећане резервоаре за гориво са самозаптивањем, као и вјетробран отпоран на метке. Наоружање је повећано на 2 митраљеза калибра 12,7 mm у крилима и два 7,62 mm за одбрану у задњем дијелу кабине. Наредна и најмасовнија верзија, SBD-5, је првенствено произвођена у Дагласовим постројењима у граду Талси, Оклахома. Авион је био опремљен новим мотором снаге 1200 КС (895 kW) и већим капацитетом муниције. Произведено је више од 2400 примјерака и неколико их је било послато британској Краљевској морнарици на процијену и тестирања. Осим оних у америчкој служби, одређени дио Донтлиса који су се налазили у служби новозеландског ваздухопловства је водио борбу против Јапанаца, док су авиони ратног ваздухопловства Слободне Француске учествовали у борбама против Нијемаца. Неколико примјерака је испоручено и Мексику. Коначна верзија, SBD-6, је укључивала још додатних побољшања, али је производња завршена на љето 1944. године.
Ратно ваздухопловство америчке копнене војске је имало своју верзију SBD, познату као А-24 (енгл. A-24 Banshee), која се од оригинала разликовала по томе шти није имала репну куку за слијетање на носач, као и по задњој пнеуматској гуми. Први примјерци су били додијељени 27. бомбардерској групи. Постојале су три верзије авиона А-24 (А-24, А-24А и А-24Б) које је војска користила у раним фазама рата. Ратно ваздухопловство америчке копнене војске је користио 948 од укупно 5937 произведених Донтлиса.

## Оперативна употреба
Производња верзија SBD-3 и SBD-4 је износила 164 авиона, па је авион распоређен у јединице морнарице и маринаца пред избијање рата с Јапаном. По избијању рата, авион је био најважније оружје доступно носачима авиона у борби против противничких бродова.
Прва значајнија употреба SBD-а је била у бици на Коралном мору, када су  донтлиси и TBD девастатори потопили јапански носач авиона Шохо. Донтлиси су такође коришћени као антиторпедне ваздушне борбене патроле и постигли су неколико побједа против јапанских авиона који су покушавали да нападну носаче Ју-ес-ес Лексингтон (енгл. USS Lexington) и Јорктаун (енгл. USS Yorktown). Њихово релативно тешко наоружање (двије аутоматске пушке 07/12 mm напред и један или два флексибила задње митраљеза калибра 7,62 mm) је било врло ефикасно против крхко грађених јапанских ловачких авиона. Морнарички пилот Стенли „Свед“ Вејтс, је био нападнут од три Мицубиши А6М зеро ловаца и успео је да обори сва три. Међутим, SBD је најзначајнији допринос дао у бици код острва Мидвеј, почетком јуна 1942. године, када су  донтлиси напали и притом потопили или тешко оштетили четири јапанска носача авиона, од чега су три од њих у периоду од само шест минута (Акаги, Кага, Сорју), а дан касније и Хирју. Такође су тешко оштетили и двије јапанске крстарице (укључујући Микуми) .
Касније су присутни код Соломонових острва и у другим биткама Гвадалканалске кампање. У близини Соломонових острва 24. август 1942. године учествовали су у потапању носача авиона Рјуџо. Док су током шестомјесечне кампање оштетили три друга носача. У бици за Гвадалканал SBD донтлиси су полијетали с америчких носача, као и из ваздухопловне базе „Хендерсон Филд“ на самом острву. Њима се приписује потапање једне крстарице и девет транспортних бродова током одлучујуће поморске битке код Гвадалканала. Током одлучујућег периода рата на Пацифику, снаге и слабости SBD-а су постале добро познате. Занимљиво, док су америчку снагу чинили обрушавајући бомбардери, јапанску су чинили Накаџима Б5Н Кате торпедни бомбардери, који су изазвали велики део штете у Перл Харбору.
Иако су чак већ и 1941. године били помало старомодни авиони, SBD донтлиси су коришћени све до 1944. године, када учествују у својим посљедњим значајним акцијама током битке на филипинском мору. Међутим, поједине маринске ескадриле су користиле Донтлисе све до краја рата, иако је већ давно био замијењен са Хелдајверима у Америчкој морнарици, на очито незадовољство пилота, од којих су многи веровали да је „спор али убојит“ Донтлис бољи авион него Хелдајвер. Донтлис је био један од најважнијих авиона у борбама на Пацифику током Другог свјетског рата, потпивши више непријатељских бродова од било којег другог савезничког авиона. Осим тога, Барет Тилман, у својој књизи о Донтлису, тврди да Донтлис има позитиван однос у борби против непријатељских авиона, што је права ријеткост с обзиром да се ради о бомбардеру. Укупно је произведено 5936 примјерака овог типа авиона.

## Корисници
- Уједињено Краљевство
- Мароко
- Мексико
- Нови Зеланд
- САД
- Француска
- Чиле